# Pemba Tsering
Ne doit pas être confondu avec Penpa Tsering.
Pemba Tsering (tibétain : སྤེན་པ་ཚེ་རིང་, Wylie : spen pa tshe ring, 1905, Darjeeling - 17 juillet 1954, Gyantsé), est un diplomate tibétain. 

## Biographie
Il a fait ses études au lycée du gouvernement à Darjeeling sur le modèle britannique. Après de nombreuses années de service dans des postes de rang inférieur sur la frontière, il est promu à des postes de département politique après avoir complètement absorbé la mentalité d'un officier du Raj. 
En 1941, il devient agent commercial britannique à Gartok, poste qu'il conserva jusqu'en 1945. Entre août 1943 et mars 1944, il releva Sonam Tobden Kazi de la fonction d'agent commercial britannique à Yatung. En 1945, il a pris le poste de chef de la mission britannique à Lhassa pendant un an et à nouveau entre septembre et décembre 1947, lorsqu'il a relevé Hugh Richardson. Le 17 juillet 1954, la Gyantse Trade Agency fut détruite par les inondations. Pemba Tsering et son épouse faisaient partie des centaines de personnes qui se sont noyées. Son fils Tsewang Yishey Pemba a ensuite étudié la médecine à la faculté de médecine en Angleterre. 